# 피아 (음악 그룹)
피아(彼我, Pia)는 대한민국의 록 밴드이다. 이름은 ‘너와 나’, ‘우주와 나’ 라는 뜻이다.
피아는 1998년, 부산에서 결성되어 부산의 라이브 클럽을 중심으로 활동하였으며 1999년, MBC에서 개최한 "제2회 MBC 록 페스티벌"에서 "기름덩어리"라는 곡으로 대상을 수상하며 주목받았다.
이후 서울로 상경해 《Pia@Arrogantempire.xxx》를 발매하여 데뷔하였다. 크래쉬의 베이시스트이자 보컬리스트였던 안흥찬이 프로듀싱한 음반으로 헤비한 기타리프와 냉소에 가까울 정도의 보컬이 일품이다.
이후 록 페스티벌 등의 라이브를 중심으로 활동하다 2002년 말, 서태지컴퍼니 산하의 레이블 괴수 인디진에 합류하여 2003년 통산 2번째 앨범 《3rd Phase》를 발매하며 메이저에 진출하였다.
린킨파크의 내한 당시 오프닝 무대를 피아가 장식하도록 하기도 했다. 해당 공연 이후에는 더욱 마음에 들어하며 소속사를 통해 공식적으로 자신들의 전미 투어에 함께할 것을 제안했으나 비자 등의 문제로 무산되었다.
3집 앨범인 Become Clear 발매 후에는 음악성이 급격히 변화했다고 팬도 많이 떨어져나갔다. 그렇다고 팬이 줄었다는 건 아니고, 새롭게 단장한 음악스타일에 끌렸던 신생팬도 상당히 많아졌다.
2007년 통산 네 번째 정규앨범인 Waterfalls는 피아만의 색깔이 가득 담긴 앨범을 발매한다. 수록곡 중 타이틀 곡인 "Black Fish Swim"은 팬들 뿐 아니라 국내의 락팬들 사이에서도 "피아의 곡들 중 가장 정제된 얼터너티브 사운드"라고 평가받는다. 그리고 바로 다음 해인 2008년에는 본격적인 일렉트릭 노선을 선보인 EP앨범 Urban Explorer를 발매했다.
그리고 2011년에 서태지컴퍼니를 떠나 윈원엔터테인먼트로 소속사를 옮기고 새 앨범들을 발매하면서 독자적인 걸음을 내딛고 있으며, 이듬해인 2012년에는 탑밴드 2에 끝판왕 포스를 풍기면서 출연, 로맨틱펀치를 꺾고 시즌 2의 우승을 차지한다!
2015년, 6집 선공개곡으로 Storm Is Coming을 공개했고, 이 곡은 초기의 피아 사운드에 가까운 음악이어서 초창기 스타일을 선호하는 팬들로부터 환호를 받으며 6집에 대한 기대도 많이 받았다.
6집은 PIA라는 셀프타이틀 앨범이다. 자신들도 야심차게 내놓은 듯하다. 멤버들이 출연했던 라디오, TV 등에 의하면, 1번 트랙인 Awakening Dawn에서는 심지가 작곡 뿐 아니라 첼로 연주, 드럼 연주를 직접 맡았다고. 2번 트랙(타이틀곡)인 백색의 샤(shah)는 마치 황제와 같은 파도의 모습을 보고 만든 곡이라고 한다. 8번 트랙 Memento Mori는 후에 2016년 1월에 방영되는 나루토 질풍전 7기의 여는 곡으로 타이업 되었다. 9번 트랙 Amber에는 기타 솔로 파트가 있어 기타리스트 헐랭의 섹시미 감상포인트가 되었다.
6집 활동을 짧게 마치고 2016년 C9 엔터테인먼트로 소속사를 옮겼다. 2017년 2월 2일, 기존 곡의 리메이크 및 리믹스 7곡과 4곡의 신곡(싱글로 선공개된 3곡 포함)으로 구성된 PIA 15years 라는 명칭으로 발매되었다.
2019년 11월 16일 공연을 마지막으로 해체한다고 밝혔다.

## 이전 구성원
- 요한 (옥요한, 1975년 12월 27일, 보컬)
- 헐랭 (이재웅, 1976년 6월 16일, 기타)
- 기범 (김기범, 1975년 12월 24일, 베이스)
- 심지 (노심지, 1980년 4월 16일, F.X - 턴 테이블, 건반 악기 등)
- 혜승 (양혜승, 1981년 6월 21일, 드럼)
- 신민용 - 드럼 (초기 결성 멤버)[1]
- 강대희 - 드럼
- 노영일 - 기타

## 음반 목록

### 정규 앨범
1. 《Pia@Arrogantempire.xxx》 - 2001년 3월 22일
2. 《3rd Phase》 - 2003년 8월 8일
3. 《Become Clear》 - 2005년 5월 31일
4. 《Waterfalls》 - 2007년 6월 13일
5. 《Pentagram》 - 2011년 9월 6일
6. 《PIA》 - 2015년 4월 7일
7. 《PIA 15years》 - 2017년 2월 2일

### EP
1. 《Urban Explorer》 - 2008년 7월 17일

### 디지털 싱글
1. We Never Go Alone (박지성 응원가) - 2010년 5월 17일
2. `소년` - 2011년 7월 28일
3. B.E.C.K - 2011년 8월 18일
4. St.LILAC - 2012년 4월 25일
5. From This Black Day (온라인 게임 "마계촌" O.S.T) - 2012년 7월 23일
6. `오아시스 (MBC 수목드라마 골든타임 O.S.T - 피아 & 지코 of 블락비)` - 2012년 9월 19일
7. MAKE MY DAY - 2012년 12월 5일
8. `내 봄으로` - 2013년 3월 19일
9. Don't go (MBC 수목드라마 남자가 사랑할 때 O.S.T) - 2013년 5월 30일
10. O - 2013년 6월 27일
11. Storm Is Coming - 2015년 3월 24일
12. SHINE - 2016년 6월 16일
13. 자오선 - 2016년 7월 21일

### 컴필레이션 앨범
1. 《Indie Power 1999》 - 1999년 (5번 Track : 잘못된 만남)
※ 원곡은 김건모가 1995년 발표한 곡이다.
2. 《Indie Power 2001》 - 2001년 (3번 Track : 말해줘)
※ 원곡은 지누션이 1997년 발표한 곡이다.
3. 《HardCore 2001》 - 2001년 (9번 Track : Triangle)
※ 이후 재녹음되어 《3rd Phase》에 수록되었다.
4. 《Reds, Go Together》 - 2006년 (12번 Track : Red Devils)
※ 원곡은 펫 샵 보이즈의 Go West 라는 곡으로 대한민국 축구 국가대표팀 응원가에 맞추어 편곡되었다.

### 사운드트랙
1. 영화《돌려차기》 - 2004년 (1번 Track : Ego - 피아 & 전인권)
※ 들국화의 전인권과 함께 부른 곡. 이후 가사의 일부가 변경되고 재편곡되어 Spin My Ego 라는 곡으로《Become Clear》에 수록되었다.
2. 게임《DJMAX Rock Tunes》 - 2010년 (5번 Track : Become Myself)
※ 본 앨범에 수록된 곡 중 Keys To The World에서 요한이 보컬로 참여하였다.

## TV 출연
- 2005년 6월 20일 Mnet 《엠카운트다운》 출연
- 2007년 8월 21일 Mnet 《엠 카운트다운》 출연
- 2010년 7월 21일 MBC 《음악여행 라라라》 76회 출연
- 2012년 7월 7일 Mnet 《쇼미더머니》 3회 출연
- 2012년 9월 25일 MBC 뮤직 《쇼챔피언》 출연
- 2012년 KBS 2TV 《TOP밴드 2》 우승
- 2012년 9월 1일 KBS 2TV 《불후의 명곡 2》 64회 이승환 편 출연
- 2012년 11월 25일 Mnet 《윤도현의 MUST》 67회 출연
- 2013년 3월 20일 Mnet 《뮤직 트라이앵글》 20회 출연
- 2013년 5월 14일 Mnet 《윤도현의 MUST》 89회 출연
- 2013년 5월 23일 Mnet 《MUST 밴드의 시대》 1회 출연
- 2013년 7월 19일 KBS 2TV 《뮤직뱅크》출연
- 2013년 7월 26일 KBS 2TV 《유희열의 스케치북》 197회 HOT GUY 특집 출연
- 2014년 2월 14일 MBC MUSIC 《피크닉 라이브 소풍》 12회 출연
- 2015년 5월 29일 KBS 1TV 《이승열의 올댓뮤직》 출연

## 라이브 콘서트 투어
※ 본 일정은 단독 공연과 전국 투어, 록 페스티벌 참가이력을 위주로 작성하였다.
| 년도   | 형태          | 제목                                                         | 공연일정 및 장소 |
| ------ | ------------- | ------------------------------------------------------------ | --- |
| 2000년 | 라이브 이벤트 | 2000 부산 국제 록 페스티벌                                   | 7월 16일 부산 광안리해수욕장 내 특설무대 |
| 2001년 | 클럽 투어     | 다 덤벼!                                                     | 4월 28일 광주 클럽 곡스 |
| 2001년 | 단독 공연     | 또 덤벼!                                                     | 6월 23일 서울 대학로 폴리미디어씨어터 6월 24일 서울 대학로 폴리미디어씨어터                                                                    |
| 2001년 | 라이브 이벤트 | 쌈지 사운드 페스티벌                                         | 10월 6일 서울 연세대학교 노천극장 |
| 2002년 | 단독 공연     | 또 다른 새로움을 위한 마지막 콘서트                          | 2월 2일 서울 드림씨어터 (구 SH Club) |
| 2002년 | 라이브 이벤트 | ETPFEST 2002                                                 | 10월 26일 서울 잠실 주경기장 |
| 2003년 | 단독 공연     | 3rd PHASE (앨범 발매기념 단독 콘서트)                        | 9월 6일 서울 대학로 SH Club 9월 7일 서울 대학로 SH Club                                                                                        |
| 2003년 | 라이브 이벤트 | 쌈지 사운드 페스티벌                                         | 10월 3일 서울 이화여자대학교 |
| 2003년 | 조인트 투어   | Rush Hour (피아 & 스키조)                                    | 12월 20일 서울 Queen Live Hall 12월 21일 서울 Queen Live Hall 12월 25일 대구 Club Heavy 12월 27일 광주 Club Rodeo 12월 28일 부산 Club Over21"s |
| 2004년 | 라이브 이벤트 | ETPFEST 2004                                                 | 8월 10일 서울 잠실 주경기장 |
| 2004년 | 라이브 이벤트 | 쌈지 사운드 페스티벌                                         | 10월 2일 서울 성균관대학교 운동장 |
| 2005년 | 단독 공연     | BECOME CLEAR (앨범 발매기념 단독 콘서트)                     | 6월 3일 서울 Rollinghall |
| 2005년 | 라이브 이벤트 | 2005 부산 국제 록 페스티벌                                   | 8월 7일 부산 다대포해수욕장 특설무대 |
| 2005년 | 단독 공연     | THINGS BECOME CLEAR                                          | 8월 13일 서울 대학로 SH Club 8월 14일 서울 대학로 SH Club                                                                                      |
| 2005년 | 라이브 이벤트 | 쌈지 사운드 페스티벌 제7탄 "생긴대로 놀자"                   | 10월 2일 서울 한양대학교 대운동장 |
| 2005년 | 전국 투어     | Flash Back                                                   | 12월 4일 서울 Rollinghall 12월 10일 대구 아트홀 하모니아 송죽 12월 18일 부산 동아대 석당홀                                                     |
| 2006년 | 단독 공연     | Flash Back ENCORE IN SEOUL                                   | 2월 5일 서울 Rollinghall |
| 2006년 | 라이브 이벤트 | 2006 인천 펜타포트 록 페스티벌                               | 7월 28일 인천 송도유원지 특설무대 |
| 2006년 | 라이브 이벤트 | 쌈지 사운드 페스티벌 제8탄 "웃으면 복이와요"                 | 9월 30일 서울 올림픽 공원 88잔디마당 |
| 2007년 | 단독 공연     | THE NEW AXIS                                                 | 1월 6일 서울 Rollinghall |
| 2007년 | 단독 공연     | Walk in Waterfall                                            | 7월 21일 서울 압구정 클럽 7월 22일 서울 압구정 클럽                                                                                            |
| 2007년 | 라이브 이벤트 | 앤 쌈지 사운드 페스티벌 제9탄                                | 9월 29일 한강시민공원 난지지구 잔디마당 |
| 2007년 | 라이브 이벤트 | 서태지 15주년 기념 공연 "[&] SEOTAIJI 15TH ANNIVERSARY"      | 12월 1일 서울 등촌동 KBS 88체육관 |
| 2008년 | 단독 공연     | MOMENTS (stay here...in this moment)                         | 1월 19일 서울 상상마당 Live Hall |
| 2008년 | 클럽 투어     | Gift..from You                                               | 2월 16일 부산 인터플레이 2월 17일 대구 라이브인디                                                                                              |
| 2008년 | 단독 공연     | Thank you for staying here in this moment                    | 3월 1일 서울 상상마당 Live Hall |
| 2008년 | 단독 공연     | PIA First Club Unplugged - Mother Nature Love                | 4월 26일 서울 클럽 타(打) 4월 27일 서울 클럽 타(打)                                                                                            |
| 2008년 | 라이브 이벤트 | 제9회 부산 국제 록 페스티벌                                  | 8월 3일 부산 다대포해수욕장 내 특설무대 |
| 2008년 | 라이브 이벤트 | ETPFEST 2008                                                 | 8월 15일 서울 잠실 야구장 |
| 2008년 | 라이브 이벤트 | 쌈지 사운드 페스티벌 제10탄                                  | 10월 3일 서울 올림픽공원 88 잔디마당 |
| 2008년 | 단독 공연     | MAGNETIC YOUTH                                               | 11월 29일 서울 상상마당 Live Hall |
| 2008년 | 단독 공연     | PIA 2425 Magnetics - The 1st Christmas Concert               | 12월 24일 서울 라이브클럽 쌤 12월 25일 서울 라이브클럽 쌤                                                                                      |
| 2009년 | 라이브 이벤트 | 2009 타임투락 페스티벌                                       | 5월 30일 서울 잠실 종합운동장 |
| 2009년 | 해외 이벤트   | 일본 쇼난오토마츠리 록 페스티벌                              | 7월 4일 일본 쇼난 에노시아 |
| 2009년 | 라이브 이벤트 | 2009 지산 밸리 록 페스티벌                                   | 7월 24일 이천 지산리조트 |
| 2009년 | 라이브 이벤트 | 제10회 부산 국제 록 페스티벌                                 | 8월 9일 부산 다대포해수욕장 야외특설무대 |
| 2009년 | 라이브 이벤트 | ETPFEST 2009                                                 | 8월 15일 서울 잠실종합운동장 내 보조경기장 |
| 2009년 | 라이브 이벤트 | 젠트라×쌈지 사운드 페스티벌 제11탄 "나는 오늘 좀 달려야겠다" | 10월 10일 임진각 평화누리 공원 일대 10월 11일 임진각 평화누리 공원 일대                                                                        |
| 2009년 | 해외 투어     | PIA JAPAN CLUB TOUR 2009                                     | 12월 10일 일본 신주쿠 LOFT 12월 11일 일본 신주쿠 LIVE SPACE MARZ 12월 13일 일본 니시카와구치 LIVE HOUSE Hearts                                 |
| 2009년 | 클럽 투어     | CHRISTMAS LIGHTS 24252627                                    | 12월 24일 서울 라이브클럽 쌤 12월 25일 서울 라이브클럽 쌤 12월 26일 부산 인터플레이 12월 27일 대구 Club Heavy                                  |
| 2010년 | 단독 공연     | YOUTH THE LIGHTS - 24252627 CHRISTMAS LIGHTS AGAIN           | 1월 30일 서울 홍대 V-hall |
| 2010년 | 라이브 이벤트 | 2010 대한민국 라이브 뮤직 타임투락 페스티벌                  | 6월 4일 서울 난지 한강공원 |
| 2010년 | 라이브 이벤트 | 2010 인천 펜타포트 록 페스티벌                               | 7월 23일 인천 드림파크 |
| 2010년 | 라이브 이벤트 | 2010 지산 밸리 록 페스티벌                                   | 7월 31일 이천 지산포레스트리조트 |
| 2010년 | 라이브 이벤트 | 제11회 부산 국제 록 페스티벌                                 | 8월 8일 부산 다대포해수욕장 특설무대 |
| 2010년 | 단독 공연     | 2010 쌈지 사운드 페스티벌 "숨고르기"                         | 10월 8일 서울 홍대 V-hall |
| 2010년 | 단독 공연     | 2010 PIA'S CHRISTMAS CONCERT 2425 UTOPIA                     | 12월 24일 서울 라이브클럽 쌤 12월 25일 서울 라이브클럽 쌤                                                                                      |
| 2011년 | 단독 공연     | 피아의 미니콘서트                                            | 4월 2일 부산 신세계 백화점 센텀시티점 9층 문화홀                                                                                               |
| 2011년 | 라이브 이벤트 | 2011 그린플러그드 페스티벌                                   | 5월 14일 서울 난지 한강공원 |
| 2011년 | 라이브 이벤트 | 2011 지산 밸리 록 페스티벌                                   | 7월 30일 이천 지산포레스트리조트 |
| 2011년 | 라이브 이벤트 | 제12회 부산 국제 록 페스티벌                                 | 8월 7일 부산 삼록강변공원 |
| 2011년 | 라이브 이벤트 | 2011 대한민국 라이브 뮤직 Let's Rock Festival                | 9월 25일 서울 난지 한강공원 중앙잔디마당 |
| 2011년 | 단독 공연     | the 10th anniversary of U&I - PENTAGRAM                      | 10월 28일 서울 AX-KOREA |
| 2011년 | 클럽 투어     | 2011 Christmas Tour Concert                                  | 12월 24일 대구 Club Heavy 12월 25일 부산 인터플레이 12월 31일 서울 상상마당 Live Hall                                                          |
| 2012년 | 라이브 이벤트 | Seoul LIVE MUSIC Festa Vol 02. Music Street Theme Park       | 3월 24일 서울 사운드홀릭 |
| 2012년 | 라이브 이벤트 | Seoul LIVE MUSIC Festa Vol 05. HONGDAE WARS                  | 6월 23일 서울 홍대 Rollinghall |
| 2012년 | 라이브 이벤트 | Seoul LIVE MUSIC Festa Vol 06. 홍대의 역습                   | 7월 28일 서울 홍대 Rollinghall |
| 2012년 | 조인트 공연   | V CONCERT "십년이다" (피아 & 내 귀에 도청장치)               | 8월 4일 서울 홍대 V-hall |
| 2012년 | 라이브 이벤트 | 2012 인천 펜타포트 록 페스티벌                               | 8월 10일 인천터미널 정서진 아라뱃길 (KBS TOP밴드 2 8강 경연) 8월 11일 인천터미널 정서진 아라뱃길                                               |
| 2012년 | 라이브 이벤트 | With Rock Festival 2012 @ Provence                           | 8월 25일 파주 프로방스 이벤트광장 |
| 2012년 | 라이브 이벤트 | 대한민국 라이브 뮤직 페스티벌                                | 9월 1일 서울 난지 한강공원 내 젊음의 광장 |
| 2012년 | 라이브 이벤트 | 2012 D'LIGHT URBANGROUND                                     | 9월 15일 삼성딜라이트 야외광장 |
| 2012년 | 라이브 이벤트 | 2012 렛츠락 페스티벌                                         | 9월 23일 난지 한강시민공원 젊음의 광장 (이달의 아티스트 축하공연)                                                                              |
| 2012년 | 라이브 이벤트 | 2012 그랜드 민트 페스티벌                                    | 10월 20일 서울 올림픽공원 88호수 수변무대 |
| 2012년 | 기획 공연     | A.B.B.D                                                      | 11월 2일 서울 홍대 V-hall 11월 3일 서울 홍대 V-hall                                                                                            |
| 2012년 | 라이브 이벤트 | 탑밴드2 콘서트 <TOP OF THE TOP ROCK FESTIVAL 한판붙자>       | 12월 15일 서울 올림픽공원 내 올림픽홀 |
| 2012년 | 단독 공연     | PIA 2012 CHRISTMAS CONCERT                                   | 12월 25일 부산 OZ hall |
| 2012년 | 단독 공연     | 2012 PIA YES WE ARE                                          | 12월 30일 서울 홍대 KT&G 상상마당 라이브홀 12월 31일 서울 홍대 KT&G 상상마당 라이브홀                                                          |
| 2013년 | 라이브 이벤트 | 2013 그린플러그드 페스티벌                                   | 5월 17일 서울 난지한강공원 |
| 2013년 | 라이브 이벤트 | 안산 밸리 록 페스티벌                                        | 7월 27일 안산시 대부도 바다향기테마파크 |
| 2013년 | 라이브 이벤트 | 부산 국제 록 페스티벌                                        | 8월 3일 부산 삼락생태공원 |
| 2013년 | 라이브 이벤트 | 렛츠락 페스티벌                                              | 9월 15일 서울 난지한강공원 내 중앙잔디광장 |
| 2013년 | 라이브 이벤트 | 카이스트 아트&뮤직 페스티벌                                  | 10월 5일 대전 카이스트 |
| 2013년 | 라이브 이벤트 | KT&G 상상실현 페스티벌                                       | 11월 16일 일산 킨텍스 제1전시장 1홀 |
| 2013년 | 기획 공연     | A.B.B.D                                                      | 11월 30일 서울 홍대 KT&G 상상마당 라이브홀 12월 1일 서울 홍대 KT&G 상상마당 라이브홀                                                           |
| 2013년 | 단독 공연     | GET FIVE                                                     | 12월 31일 서울 홍대 KT&G 상상마당 라이브홀 |
| 2014년 | 단독 공연     | st.LILAC                                                     | 2월 14일 서울 아르떼홀 2월 15일 서울 아르떼홀 2월 16일 서울 아르떼홀                                                                           |
| 2014년 | 라이브 이벤트 | 2014 그린플러그드 페스티벌                                   | 5월 4일 서울 난지한강공원 |
| 2014년 | 라이브 이벤트 | 2014 인천 펜타포트 록 페스티벌                               | 8월 1일 송도 달빛축제공원 (PENTA PARK) |
| 2014년 | 라이브 이벤트 | 2014 부산 국제 록 페스티벌                                   | 8월 15일 부산 삼락생태공원 |
| 2014년 | 라이브 이벤트 | 2014 렛츠락 페스티벌                                         | 9월 21일 난지한강공원 내 중앙잔디광장 / 잔디마당                                                                                               |
| 2014년 | 라이브 이벤트 | 2014 대한민국 라이브 뮤직 페스티벌                           | 10월 12일 롯데카드 아트홀 |
| 2014년 | 해외 이벤트   | MIDI Festival China                                          | 10월 3일 중국 상해 MIDI Festival Song Stage |
| 2014년 | 기획 공연     | A.B.B.D                                                      | 11월 16일 서울 홍대 V-Hall |
| 2015년 | 단독 공연     | PIA 6TH ALBUM 사전 음감회                                    | 3월 31일 서울 폼텍웍스홀 |
| 2015년 | 단독 공연     | 피아 6집 발매기념 콘서트 'HOME COMING'                       | 7월 4일 레진코믹스 V-Hall |
| 2015년 | 라이브 이벤트 | 2015 춘천밴드 페스티벌                                       | 5월 1일 강원도 춘천시 삼천동 392 승마장 옆 수변공원                                                                                            |
| 2015년 | 라이브 이벤트 | 2015 그린플러그드 페스티벌                                   | 5월 24일 서울 난지한강공원 |
| 2015년 | 라이브 이벤트 | 2015 인천 펜타포트 록 페스티벌                               | 8월 8일 송도경제자유구역 달빛축제공원(Pentaport Park)                                                                                          |

## 수상 경력
- 1999년 제2회 부산 MBC 록페스티벌 대상
- 2012년 KBS2 TOP 밴드 시즌 2 우승
- 2012년 제8회 올레뮤직 인디어워드 이달의 아티스트상